# أكتون كان
أكتون كان هو كهف طبيعي في بلدية فلوريس في غواتيمالا. يقع مدخل الكهف جنوب مدينة سانتا إيلينا. الكهف متصل بكهف يوبيتزيهاي.